# Garfield (personaje)
Garfield es un gato de ficción, protagonista de la tira cómica homónima, creada por Jim Davis, cuya primera entrega se publicó el 19 de junio de 1978. Sus rasgos más distintivos son su amor por la lasaña o la frase «odio los lunes».
Garfield es un gato tabby anaranjado con rayas negras, que pesa unos 12 kg (27 libras) y mide aproximadamente 60 cm. Es perezoso, cínico, gordo y egoísta. Disfruta comer —sobre todo pasta italiana (especialmente lasaña)—, dormir demasiado, atormentar a su dueño Jon Arbuckle (Jon Bonachón en la versión latinoamericana), al perro Odie y fastidiar a un gatito pardo llamado Nermal, quien se autodefine como «el gatito más encantador del mundo».

## Nombre
Jim Davis llamó a Garfield por su abuelo, James Garfield Davis, quien a su vez fue bautizado en honor al presidente estadounidense James A. Garfield.[cita requerida]

## Actores de voz
- Los actores de voz son listados en orden cronológico.
- Si un actor únicamente participó en una producción, el año de lanzamiento o el periodo de emisión aparecerá encerrado entre paréntesis junto con el nombre del actor, por lo que no será necesario ponerlo otra vez. En el caso de dos producciones, especialmente películas, el año de producción de cada una será encerrado en el paréntesis.

- Scott Beach (1980): segmento animado del especial de televisión The Fantastic Funnies[3]
- Lorenzo Music (1982–2000): especiales de televisión (1982–1991), Garfield and Friends (1988–1994), Cartoon All-Stars to the Rescue (1990) y Garfield's Mad About Cats (2000)
- Lou Rawls (1982–1991): ocasional intérprete de canciones, especiales de televisión
- Tom Smothers (1991): comerciales de Purina Alpo
- Bill Murray (2004–2006): Garfield: la película y Garfield: A Tail of Two Kitties
- Jeff Bergman (2004): cortinilla de Boomerang (Reino Unido e Irlanda)
- Jon Barnard (2004–2021): Garfield's Nightmare (2004), Garfield (2004), Garfield: Saving Arlene, Garfield Lasagna Tour, The Garfield Show: Threat of the Space Lasagna, comercial de Garfield Cat Litter y Garfield Pinball (2021)
- Frank Welker (2007–presente): Garfield Gets Real (2007), Garfield's Fun Fest (2008), Garfield's Pet Force (2009), The Garfield Show (2009–2016), Mad, Nickelodeon All-Star Brawl (2021), Nickelodeon Extreme Tennis (2022), Nickelodeon Kart Racers 3: Slime Speedway (2022), Nickelodeon All-Star Brawl 2 (2023)
- Gerard Súrugue (2019–2020): Garfield Originals
- Chris Pratt (2024): The Garfield Movie[4]

### Dobladores en Hispanoamérica
- Sandro Larenas (1983–presente): especiales de televisión (1982–1991), Garfield y sus amigos (1988–1994), El show de Garfield (2009–2016) y promociones (Chile)
- Roberto Colucci (1990): Estrellas de los dibujos animados al rescate (Estados Unidos)
- Adrián Uribe (2004-2006): Garfield: la película y Garfield 2 (México)
- Bernardo Rodríguez (2007): Garfield en el mundo real (México)
- Gerardo Reyero (2008-2012): La fiesta de Garfield y segunda versión hispanoamericana de Garfield: Fuerza de las mascotas (México)
- Marcelo Armand (2009): primer doblaje hispanoamericano de Garfield: Fuerza de mascotas (Argentina)
- Gustavo Dardés (AD): tercer doblaje hispanoamericano de Garfield y la fuerza de las mascotas (Argentina)
- Memo Villegas (2024): Garfield: fuera de casa (México)

### Dobladores en España
- Raúl Llorens (1988–1994): Garfield y su pandilla
- Carlos Latre (2004–2006): Garfield: la película y Garfield 2
- Juan Perucho (2007): Garfield en la vida real
- Juan Martín Goirizelaia (2009–2016): El show de Garfield
- Santiago Segura (2024): Garfield: La película